# Paseo de la Mujer Mexicana
El Paseo de la Mujer Mexicana es el único espacio en México en el que se rinde visibilidad y reconocimiento a mujeres mexicanas destacadas en diversas áreas del quehacer humano. Situado en la esquina sureste del parque Fundidora, en Monterrey, Nuevo León (uno de los tres estados de la zona noreste del país), se integra de una plaza en forma de caracol a diversos niveles de altura que es atravesada por un puente de cristal desde el cual se aprecia el monumento natural más significativo de la ciudad, el cerro de la Silla, con amplios jardines y coronado por una plazoleta en donde, año con año, los nombres de las homenajeadas son impresos en estelas de cristal.

## Historia
El viernes 27 de octubre de 2006 se realizó la designación oficial del Sitio Paseo de la Mujer Mexicana, con la presencia del entonces presidente de México, Vicente Fox Quesada, su esposa, Marta Sahagún de Fox, el entonces gobernador de Nuevo León, José Natividad González Parás, Liliana Melo de Sada, presidenta del Comité Directivo del Paseo de la Mujer Mexicana y Federico Sada González, director general de Vitro.

## Ediciones

### Edición 2010
En esta edición se rindió homenaje a las mujeres mexicanas destacadas en diversos campos durante el periodo de la Independencia de México, así como de la Revolución mexicana.
La ceremonia se realizó el miércoles 10 de marzo de 2010, con la presencia de Rodrigo Medina de la Cruz, Gobernador del Estado de Nuevo León, la entonces Presidenta del Patronato del DIF Nacional, Margarita Zavala de Calderón, Rocío García Gaytán, entonces Presidenta del Instituto Nacional de las Mujeres; José Manuel Villalpando, coordinador de la Comisión Organizadora de las Conmemoraciones de 2010;  Gretta Salinas de Medina, Presidenta del Patronato DIF Nuevo León; Carmen Junco, Presidenta del Conarte y Coordinadora de la Comisión Estatal para la Conmemoración del Bicentenario de la Independencia Nacional y el Centenario de la Revolución Mexicana]];  Fernando Larrazábal, entonces Alcalde de Monterrey; Sergio Gutiérrez, presidente del parque Fundidora, la entonces Senadora Judith Díaz y Liliana Melo de Sada, Presidenta de la Fundación México Monterrey 2010 A.C.

### Edición 2011
En esta edición se rindió homenaje a las mujeres mexicanas destacadas en el campo de las Bellas Artes.
La ceremonia se realizó el martes 29 de marzo de 2011, con la presencia de Gretta Salinas de Medina, Presidenta del Patronato DIF Nuevo León; Magolo Cárdenas, en representación de Carmen Junco, Presidenta del Conarte, María Elena Chapa, presidenta del Instituto Estatal de las Mujeres de Nuevo León y Liliana Melo de Sada, presidenta de la Fundación México Monterrey 2010 A.C.

### Edición 2012
En esta edición se rindió homenaje a las mujeres mexicanas destacadas en el campo de la Política.
La ceremonia se llevó a cabo el martes 13 de marzo de 2012 y participaron las autoridades correspondientes de la edición anterior.

## Homenajeadas 2010-2012

### 2010
http://commons.wikimedia.org/wiki/File:Paseohomenajeadas2010.pdf

### 2011
http://commons.wikimedia.org/wiki/File:Paseohomenajeadas2011.pdf

### 2012
http://commons.wikimedia.org/wiki/File:Paseohomenajeadas2012.pdf

## Proyecto arquitectónico y paisajístico
El proyecto arquitectónico es de Susana García Fuertes, con la colaboración de Rafael López Corona y María Guadalupe Domínguez Landa. 

## Instituciones involucradas
1. Consejo Nacional para la Cultura y las Artes, Conaculta.
2. Instituto Nacional de las Mujeres.
3. Gobierno del Estado de Nuevo León.
4. Consejo para la Cultura y las Artes de Nuevo León, Conarte.
5. Instituto Estatal de las Mujeres.
6. Universidades.

## Actividades
1. 10 de marzo de 2010

Conferencia Las mujeres en la Independencia de México, en colaboración con el ITESM. Impartió Leonor Cortina. 
1. Septiembre-diciembre de 2010

Curso Mujeres, Armas y Letras, en colaboración con la Capilla Alfonsina Biblioteca Universitaria de la Universidad Autónoma de Nuevo León.  
1. Mayo-julio de 2011

Curso Mujeres Mexicanas en el Arte, en colaboración con Universidad Regiomontana. 
1. Septiembre-octubre de 2011

De Sor Juana a Frida, Mini temporada de espectáculos multidisciplinarios,  con la participación de más de 20 artistas nuevoleonesas. Festival Internacional de Santa Lucía
1. Septiembre-octubre de 2012

Entre Diosas, Transgresoras y Milagros, Mini temporada de espectáculos multidisciplinarios, con la participación de más de 40 artistas nuevoleoneses. Festival Internacional de Santa Lucía